# Rezolucja Rady Bezpieczeństwa ONZ nr 1672
Rezolucja Rady Bezpieczeństwa ONZ nr 1672 została uchwalona 25 kwietnia 2006 podczas 5423. posiedzenia Rady.
Rada nakłada sankcje indywidualne, opisane w rezolucji 1591 na następujące osoby:
1. gen. Gaffer Mohamed Elhassan, dowódca Zachodniego Regionu Wojskowego Sudańskich Sił Zbrojnych
2. szejk Musa Hilal, wódz plemienia Dżalul w północnym Darfurze
3. Adam Yacub Shant, dowódca Armii Wyzwolenia Sudanu
4. Gabril Abdul Kareem Badri, dowódca polowy Narodowego Ruchu na rzecz Reform i Rozwoju